# Principio de Hume
El principio de Hume, o HP— es un término creado por George Boolos— el mismo establece que el número de Fs es igual al número de Gs si hay una correspondencia uno a uno (una biyección) entre las Fs y las Gs. El principio de Hume puede ser enunciado formalmente en sistemas con lógica de segundo orden.
{\displaystyle \forall y\in Y\;:\quad \exists !\ x\in X\;/\quad f(x)=y}
Es decir, si para todo {\displaystyle y} de {\displaystyle Y} se cumple que existe un único {\displaystyle x} de {\displaystyle X}, tal que la función evaluada en {\displaystyle x} es igual a {\displaystyle y}.
Dados dos conjuntos {\displaystyle X} e {\displaystyle Y} finitos, entonces existirá una biyección entre ambos si y sólo si {\displaystyle X} e {\displaystyle Y} tienen el mismo número de elementos.
El principio de Hume juega un rol central en la filosofía de la matemática de Gottlob Frege. Frege muestra que el principio de Hume juntamente con definiciones apropiadas de nociones matemáticas contienen todos los axiomas de lo que se conoce como aritmética de segundo orden. A este resultado se lo llama el teorema de Frege, y constituye la base de una filosofía de la matemática llamada neo-logicismo.